# Prijepolje

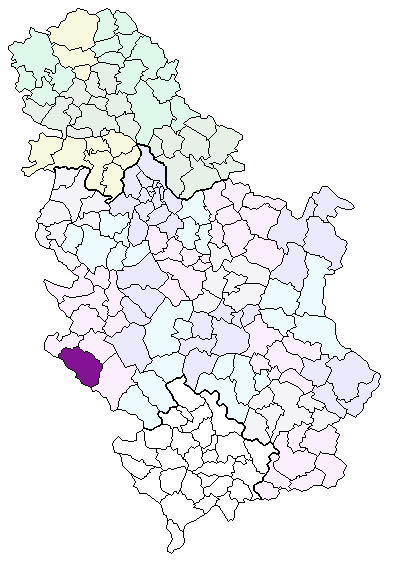
Prijepolje kommuns läge i Serbien.

Prijepolje (kyrilliska: Пријепоље) är en stad och kommun i distriktet Zlatibor i sydvästra Serbien. Genom staden rinner floden Lim.

## Befolkning
Kommunen hade 39 869 invånare 2007. Själva centralorten hade 15 031 invånare vid folkräkningen 2002. Kommunen består förutom centralorten av 96 byar. De flesta av kommunens invånare är bosniaker (56,82 %) och serber (31,83 %). Centrala Prijepoljes invånare är till största delen bosniaker (62 %).

## Historia
Platsen där staden ligger beboddes förmodligen först av illyrer. Platsen kom även sedan att befolkas av kelter, romare, goter, gepider, och slaver. Staden grundades 1234, samma år som det serbisk-ortodoxa klostret Mileševa (Милешева) byggdes. Något senare, 1281/1282, anlades även klostret Davidovica (Давидовица) som ligger utanför staden. Staden växte fram som ett handelscentrum mellan Dubrovnik och centrala samt östra Balkan. 
På medeltiden var Prijepolje en viktig stad i Raška och styrdes av Nemanjić-ätten innan den övertogs av Osmanska riket, som styrde den ända till 1912.

## Kända personer
I Prijepolje föddes bland annat den serbiske basketspelaren Vlade Divac som hade en lång karriär i NBA. På orten föddes också skådespelaren Iso Porovic. Från Prijepolje kommer även Ivica Dragutinović, fotbollsspelare i Sevilla FC samt artisterna Dženan Lončarević och Aco Pejovic.

## Galleri

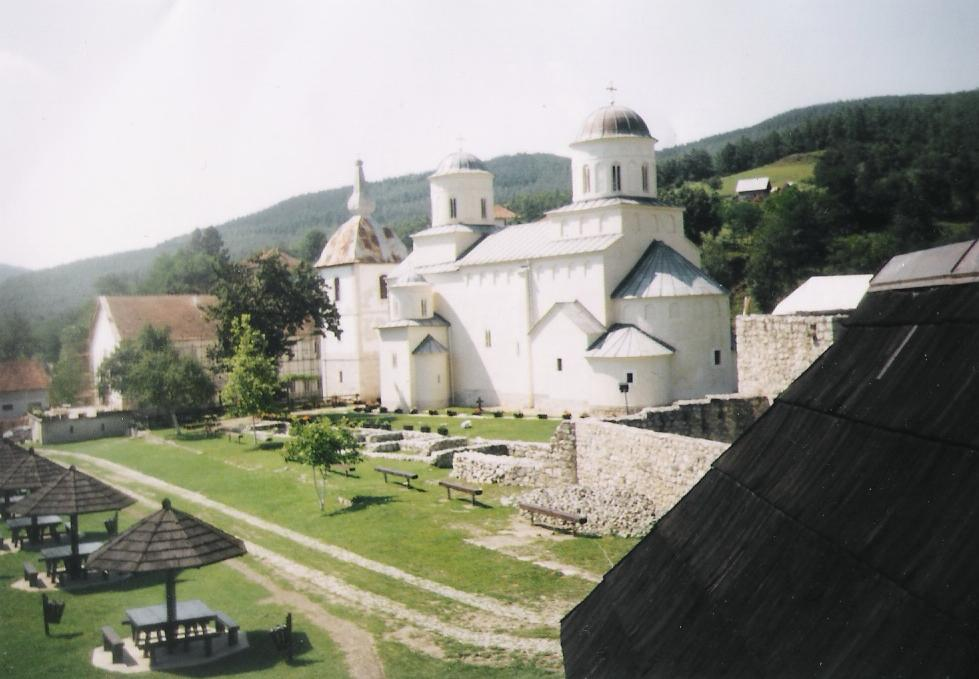
Klostret Mileševa (1234)
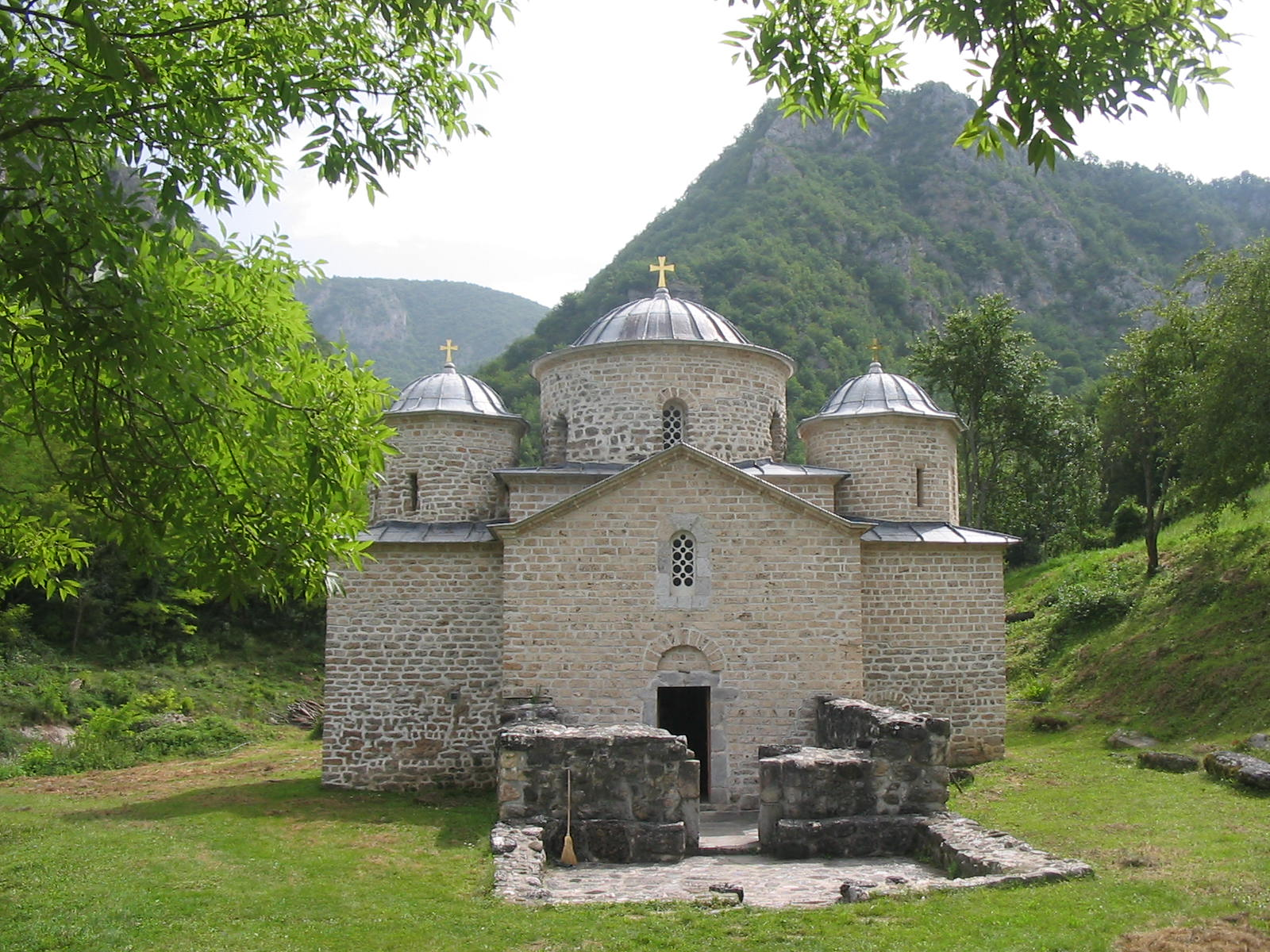
Klostret Davidovica (1300-talet)
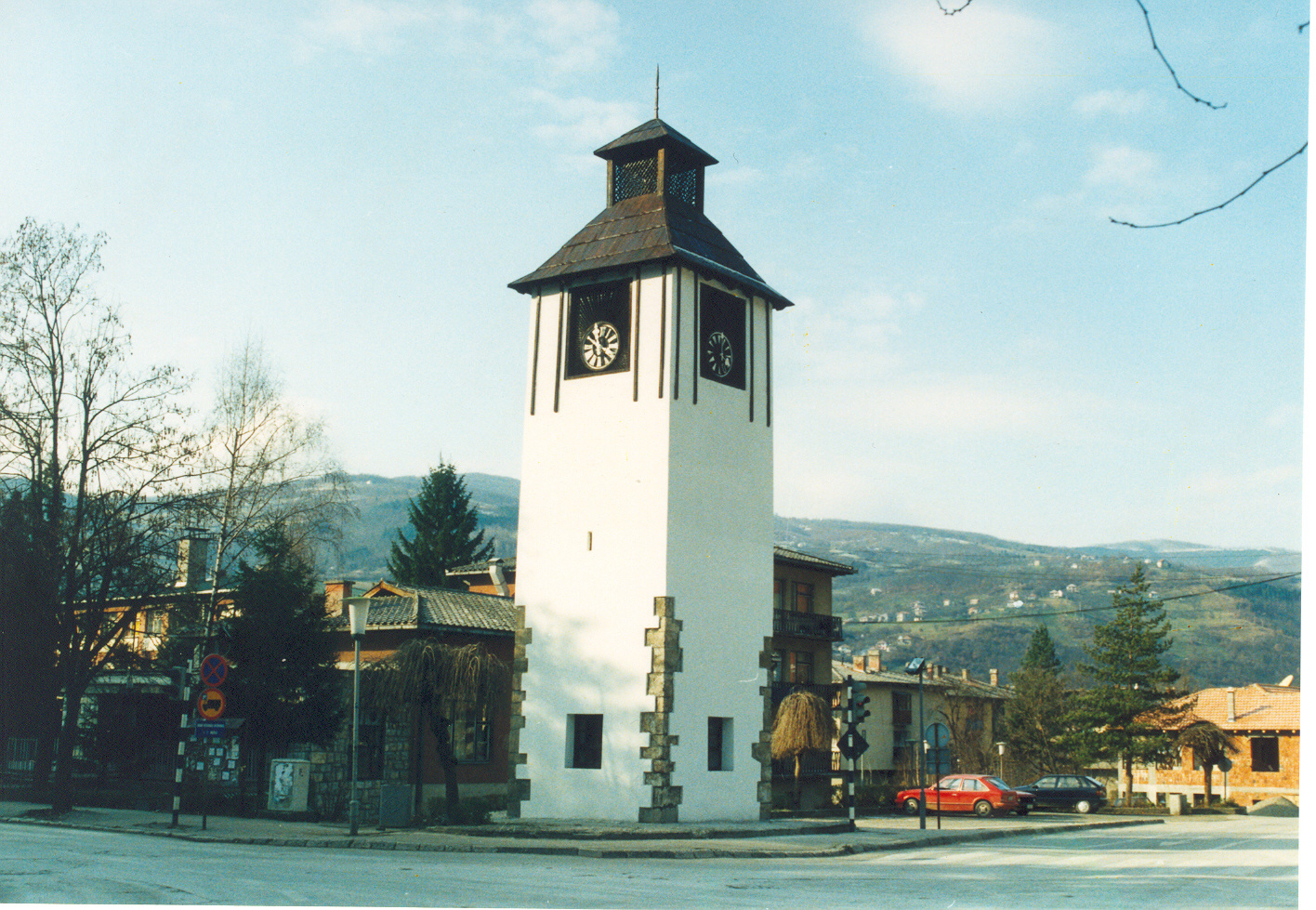
Sahat-kula (1700-talet)
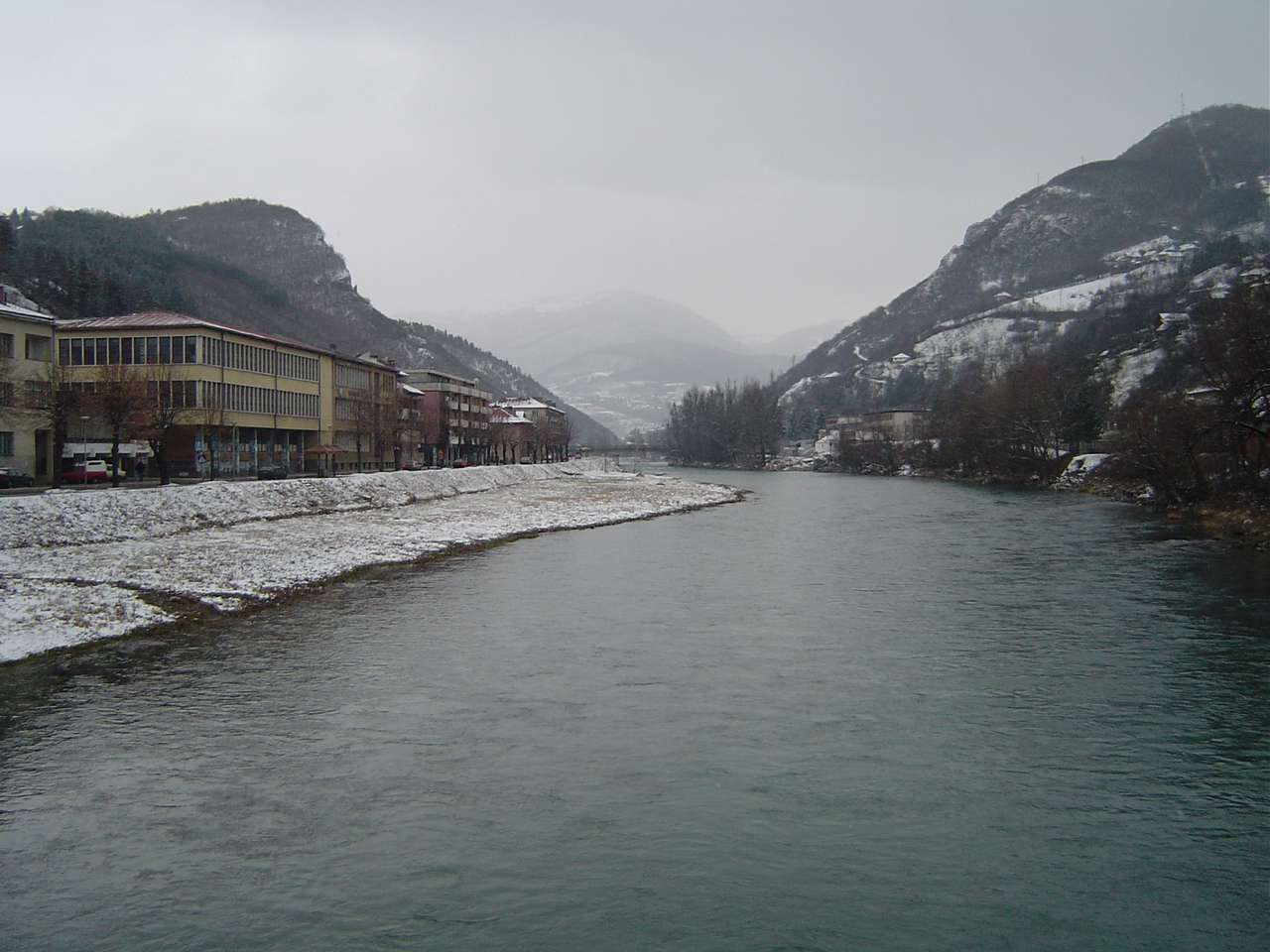
Floden Lim i Prijepolje